# Reiter-Leben
Reiter-leben (Duits voor Ridderleven) is een compositie van Niels Gade uit 1848. Gade schreef muziek bij zes gedichten van Karl Schultes uitgegeven in eveneens 1848. De muziek is geschreven voor vierstemmig mannenkoor a capella in de samenstelling 2 tenor- en 2 baritonstemmen.
Gade en Schultes ontmoetten elkaar tijdens hun beider verblijf in Leipzig in 1847. De samenwerking wilde wel vlotten en zou onder meer leiden tot een niet voltooide opera onder te titel Judith. Uit die samenwerking ontstond wel Reiter-Leben. Dit werk kreeg echter te maken met de uitbraak van de Eerste Duits-Deense Oorlog en kon dus in beide “thuislanden” van Gade niet direct uitgevoerd worden. Daarna verdween het in de vergetelheid.
De zes liederen zijn:
1. Reiters Morgenlied
2. Einkehr
3. Einquartierung
4. Abschied
5. Angriff
6. Reiters End